# زكريا الزبيدي
زكريا محمد عبد الرحمن الزبيدي (مواليد مخيم جنين، 1976) هو قائد عسكري فلسطيني سابق، عضو المجلس الثوري لحركة فتح، يعتبر من رموز الانتفاضة الفلسطينية الثانية، شَغِل رتبة رئيس كتائب شهداء الأقصى في جنين، شارك في عدة عمليات ضد القوات الإسرائيلية واستشهدت أمه وشقيقه خلال الاقتحام الكبير لمخيم جنين في العام 2002 في عملية الدرع الواقي.
كان من أبرز المطاردين من الاحتلال الإسرائيلي، قبل أن يحصل على عفو هو ومجموعة من المطاردين في منتصف عام 2007، بموجبه قام بتسليم أسلحته للسلطة الوطنية الفلسطينية وقبول العفو الإسرائيلي، حيث تنحى عن النضال المسلح والتزم بالمقاومة الثقافية من خلال المسرح الإذاعة الوطنية العامة في 28 ديسمبر 2011 ألغت إسرائيل العفو عن الزبيدي. اعتُقل الزبيدي بتاريخ 27 فبراير 2019 وضل في الأسر إلى حين هروبه من سجن جلبوع صباح يوم 6 سبتمبر 2021، وأعيد اعتقاله بتاريخ 11 سبتمبر 2021. تحرر الزبيدي من الأسر بتاريخ 30 يناير 2025، ضمن الدفعة الثالثة من صفقة تبادل الأسرى بين حركة المقاومة الإسلامية (حماس) وإسرائيل التي تبعت عملية طوفان الأقصى.

## النشأة
كان والد الزبيدي محمد مدرس مادة اللغة الإنجليزية ولكن منع من التدريس من قبل الإسرائيليين بعد إدانته بعضوية حركة فتح في أواخر الستينيات. عمل بدلاً من ذلك كعامل في مسبك الحديد الإسرائيلي وقام ببعض التدريس الخاص على الجانب وأصبح ناشطا في مجال السلام في الجانب الآخر. كان أول إسرائيلي التقى به الزبيدي كان الجندي الذي جاء ليأخذ والده بسبب عضويته المزعومة لحركة فتح. توفي والده بسبب مرض السرطان وخلف والدة الزبيدي سميرة لتقوم بتربية أطفالها الثمانية فقط.
في أواخر الثمانينيات وأوائل التسعينات خلال الانتفاضة الفلسطينية الأولى فتحت ناشطة حقوق الإنسان الإسرائيلية أرنا مر خميس مسرحا للأطفال في جنين بيت أرنا لتشجيع التفاهم بين الإسرائيليين والفلسطينيين. قام العشرات من المتطوعين الإسرائيليين بتنظيم الأحداث واعتبرت سميرة أن السلام كان ممكنا وعرضت الطابق العلوي من منزل العائلة من أجل البروفات. كان الزبيدي الذي يبلغ من العمر 12 عاما وشقيقه الأكبر داود وأربعة فتيان آخرين في نفس العمر يشكلون جوهر الفرقة.
درس الزبيدي في مدرسة الأونروا في مخيم جنين للاجئين وتشير المصادر إلى أنه كان طالب جيد. في عام 1989 كان عمره 13 عاما أصيب برصاصة في ساقه بينما كان يلقي الحجارة على الجنود الإسرائيليين. تم نقله إلى المستشفى لمدة ستة أشهر وخضع لأربع عمليات لكنه ترك متأثرا بشكل دائم مع ساق واحدة أقصر من الأخرى. في سن الخامسة عشرة ألقي القبض عليه للمرة الأولى (مرة أخرى لرمي الحجارة) وسجن لمدة ستة أشهر. في ذلك الوقت أصبح ممثلا لسجناء الأطفال الآخرين إلى المحاكم. ترك المدرسة الثانوية في السنة الأولى بعد إطلاق سراحه. بعد فترة وجيزة أُلقي القبض عليه مرة أخرى لإلقاء قنابل مولوتوف وسجن لمدة 4 سنوات ونصف. في السجن تعلم اللغة العبرية وأصبح ناشطا سياسيا وانضم إلى حركة فتح.
بعد الإفراج عنه بعد اتفاقيات أوسلو عام 1993 انضم إلى قوات الأمن الوطني الفلسطيني التابعة للسلطة الوطنية الفلسطينية وأصبح رقيبا.
ذهب للعمل بشكل غير قانوني في إسرائيل وحصل لمدة سنتين على حياة جيدة كمقاول لتجديد المنازل في تل أبيب وحيفا. اعتقل في نهاية المطاف في العفولة وبعد أن سجن لفترة وجيزة بسبب العمل بدون تصريح تم ترحيله إلى جنين. مع تحول طريقه إلى العمل في إسرائيل تحول الزبيدي إلى سرقة السيارات. في عام 1997 تم القبض عليه بسيارة مسروقة وحكم عليه بالسجن لمدة خمسة عشر شهرا. بعد قضائه المدة أُطلق سراحه وعاد إلى المخيم. أصبح سائق شاحنة في جنين لنقل الدقيق وزيت الزيتون ولكن في سبتمبر 2000 فقد وظيفته عندما تم إغلاق الضفة الغربية بسبب الانتفاضة الفلسطينية الثانية.

## قائد كتائب الأقصى

### مجزرة جنين
يتبع الزبيدي نفسه إلى مسلحين يعود إلى أواخر عام 2001 عندما علم بمقتل صديق مقرب أن يصبح صانع قنابل. ثم في 3 مارس 2002 أي قبل شهر واحد من الهجوم الرئيسي على مخيم اللاجئين قتلت والدته خلال غارة إسرائيلية على جنين. لجأت إلى منزل أحد الجيران وأطلق عليها قناص من الجيش الإسرائيلي استهدفها وهي تقف بالقرب من نافذة. ثم انفجرت حتى الموت. كما قتل شقيق الزبيدي طه من قبل الجنود بعد ذلك بوقت قصير. بعد شهر قتل استشهادي من جنين 29 إسرائيلي. ثم شن الجيش الإسرائيلي هجوما واسع النطاق في مخيم جنين للاجئين وهدم مئات المنازل مما أدى إلى تشريد 2000 شخص. بعد عشرة أيام من القتال قتل 52 فلسطينيا و23 جنديا إسرائيليا.
علاوة على حزنه على عائلته وأصدقائه تعثر الزبيدي بشكل كبير من حقيقة أن أيّا من الإسرائيليين الذين قبلوا ضيافة والدته والذي كان يعتقد أنه صديقاته حاولوا الاتصال به. في مقابلة أُجريت في عام 2006 قال غاضبا: «أخذتم منزلنا وأمنا وقتلوا أخينا وقدمنا لكم كل شيء وماذا حصلنا في المقابل، رصاصة في صدر أمي وفتحنا وطننا وهدمتوه. في كل أسبوع كان هناك 20-30 إسرائيليا يأتون إلى المسرح هناك ونحن نطعمهم وبعد ذلك لم يستلم أحدهم الهاتف أي عندما رأينا الوجه الحقيقي لليسار في إسرائيل». يصل كتائب شهداء الأقصى إلى السلام مع إسرائيل لكنه لن يكون شخصيا. قال أنه لن يغفر قتل والدته وشقيقه وتجريف منزله.
بسبب فقدان الأمل في معسكر السلام الإسرائيلي انضم إلى كتائب شهداء الأقصى الجناح المسلح لحركة فتح. عاد ابن أرنا الممثل الإسرائيلي جوليانو مير خميس إلى جنين في عام 2002 وبحث عن الأولاد الذين كانوا في مجموعة المسرح. تحول الزبيدي إلى المقاومة المسلحة وحكم على داود بالسجن لمدة 16 عاما بسبب أنشطته المسلحة بينما قتل الأربعة الآخرون. في عام 2004 أنجز مير خميس فيلما وثائقيا عن المجموعة أولاد آرنا. كان وجه الزبيدي مشوه قليلا بسبب شظايا من قنبلة أسيئ معالجتها في عام 2003.

### وسيط السلطة في جنين
تولى المسؤولية عن تفجير في تل أبيب أسفر عن مقتل امرأة وإصابة أكثر من 30 مستوطن في يونيو 2004. خلال هذه الفترة كان يعتبر وسيطا رئيسيا وأقوى رجل في جنين. كان الزبيدي مسؤولا بحكم الأمر الواقع عن القانون والنظام في المدينة. اعتبر أن قوات الأمن التابعة للسلطة الوطنية الفلسطينية ليس لها وجود يذكر سوى حركة المرور المزعجة. على الرغم من أنه أقام علاقة ودية مع رئيس السلطة الوطنية الفلسطينية السابق ورئيس حركة فتح ياسر عرفات يذكره قائلا: «زكريا، صديقي، أحبك، نحن نسير إلى القدس!» وقال الزبيدي أيضا: «أنا لا آخذ أوامر من أي شخص وأنا لست جيد في العقاب». في ذلك الوقت كان متحمسا للانتفاضة ورفض وجهة نظر الفلسطينيين الذين يريدون وضع حد لها وحذر الجيل الجديد من الفلسطينيين من الكفاح بشكل أفضل.
بذلت أربع محاولات من قبل إسرائيل لاغتياله. في إحدى هذه المحاولات قتلت وحدة من الشرطة الإسرائيلية في عام 2004 خمسة من أعضاء اللواء الآخرين من بينهم صبي يبلغ من العمر 14 عاما في سيارة جيب تحمل الزبيدي. في 15 نوفمبر عقب موت عرفات شنت القوات الإسرائيلية عملية توغل في جنين لقتله لكنه تهرب منها وفي الغارة قتل تسعة فلسطينيين بينهم أربعة مدنيين ونائبه علاء. كما تم العثور على مخبأ للأسلحة. قبل هذه الحوادث قام فلسطينيون بمحاولة أخرى وكانت يدي الزبيدي مكسورة كعقاب.
كان الزبيدي في مركز الجدل في عام 2004 عندما سجن تاليا فهيمة وهي سكرتيرة قانونية إسرائيلية بسبب اتصالاتها معه. تم اتهامها بمنع اعتقاله من قبل الجيش الإسرائيلي من خلال ترجمة وثيقة له. كلاهما ينكر الادعاءات بأن لديهما علاقة رومانسية. قال في ذلك العام: «الانتفاضة هي في وفاتها وهذه المراحل الأخيرة... فلم تكن الانتفاضة فاشلة فحسب بل نحن أفشلناها تماما ولم نحقق أي شيء خلال 50 عاما من النضال بل حققنا فقط بقاءنا».

### الانتخابات وتجدد الصراع مع إسرائيل
خلال الانتخابات الرئاسية الفلسطينية في عام 2004 وافق الزبيدي في البداية على مروان البرغوثي ولكن بسبب سجن البرغوثي قرر تقديم دعمه إلى محمود عباس الذي فاز في الانتخابات. كان الزعيمان على اتصال مع بعضهما البعض والزبيدي على الرغم من اعتباره مدفعا فضفاضا وصريحا بشكل خطير إلا أنهما أعربا عن تقديرهما لأسلوب عباس الذي لا معنى له. في ديسمبر 2004 انتقدت المصادر الإسرائيلية لقاء عباس بالزبيدي. على الرغم من استعداده للاتفاق مع انتخاب عباس للرئاسة إلا أن الزبيدي ما زال يقول أنه لا يثق في عباس بالثوابت الوطنية للفلسطينيين التي كانت له بوضع القدس وحق العودة للاجئين الفلسطينيين. قال أن عرفات هو الشخص الوحيد الذي يمكن أن يحقق هذه التطلعات مدعيا أن هذا هو: «لماذا سمم... لماذا قتلته إسرائيل».
في سبتمبر 2005 أعلن أن وقف إطلاق النار في مجموعته كان في نهايته بعد مقتل سامر السعدي ومسلحين آخرين على يد القوات الإسرائيلية في جنين. ومع ذلك في حوالي هذا الوقت قال الزبيدي لممرض سويدي يدعى جوناتان ستانتزاك أنه يريد إعادة تأسيس صلاته بحركة السلام اليهودية. الطريقة التي تحدث بها عن مشروع أرنا أدت بستانساك إلى الاتصال بمير خميس وفي غضون ستة أشهر أعادوا تأسيس مسرح الحرية في جنين الذي افتتح في فبراير 2006. في 6 يوليو 2006 حاول الجيش الإسرائيلي القبض على الزبيدي في جنازة لكنه هرب بعد تبادل إطلاق النار.

## العفو

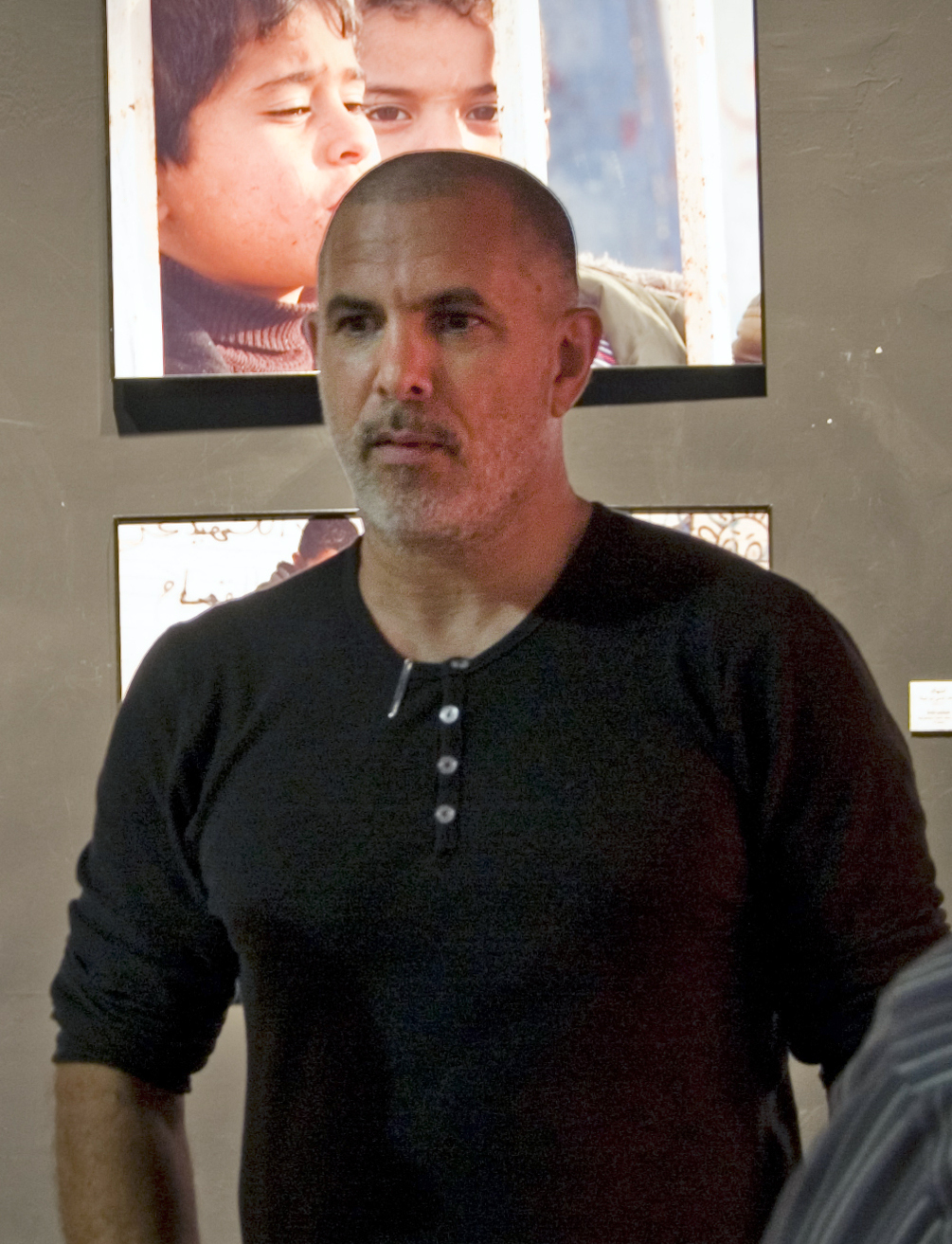
جوليانو مير خميس، مسرح الحرية جنين

في 15 يوليو 2007 أعلن مكتب رئيس الوزراء الإسرائيلي أن إسرائيل ستشمل الزبيدي بالعفو يعرض على مسلحي كتائب الأقصى التابعة لحركة فتح. اعتبارا من عام 2008 تم تعيينه من قبل جوليانو مر خميس (المتوفى حاليا) مديرا لمسرح الحرية في مخيم جنين للاجئين حيث يمكن للأطفال دراسة المسرح وتجربة الثقافة الفنية والموسيقية المتنامية حول مهرجانات فلسطين السينمائية الدولية.
في مقابلة في 4 أبريل 2008 ذكر أنه ما زال لم يحصل على عفو كامل من إسرائيل وألقى باللوم على السلطة الوطنية الفلسطينية للكذب عليه. استمر في النوم في مقر السلطة في جنين وحصل على راتب قدره 1050 شيكل بدلاً من 2000 شيكل. ردا على سؤال عن سبب توقفه عن القتال حتى عندما لم يحصل على عفو كامل أجاب الزبيدي: «بسبب الصراع بين حركة فتح وحركة حماس فإنني أعتقد أنه من الواضح تماما أننا لن نتمكن من هزيمة إسرائيل وكان هدفي بالنسبة لنا من خلال المقاومة من أجل الحصول على رسالة للعالم وعودة أبو عمار في يوم ما وكان لدينا خطة وكانت هناك إستراتيجية ونحن سوف نطيع أوامره... الآن لا يوجد أحد قادر على استخدام اجراءات لتحقيق... إنجازات». انتقد الزبيدي قيادة السلطة الوطنية الفلسطينية قائلا: «إنهم عاهرات وقيادتنا هي القمامة». في مواجهة مسألة ما إذا كان قد اعترف بالهزيمة قال إنه: «حتى [الرئيس المصري الراحل] جمال عبد الناصر اعترف بهزيمته فلماذا لا؟».
قبل انعقاد المؤتمر السادس لحركة فتح في أغسطس 2009 دعا الزبيدي زملائه في حركة فتح إلى تبني برنامج المقاومة في حالة فشل مفاوضات السلام مع إسرائيل وتؤدي إلى الانتفاضة الثالثة. على الرغم من أنه تم اعتماده كمندوب لحركة فتح في 2000 إلى مؤتمر بيت لحم فإن الزبيدي رفض دخوله إلى قاعة الاجتماع مما أدى إلى إدانة أعضاء كتائب الأقصى في نابلس وجنين التي وصفت هذه الخطوة بأنها "طعن للمقاومة في الظهر". سمح له مسؤولو حركة فتح بالحضور في 5 أغسطس 2009. كما طلب أعضاء الكتائب من السلطة الوطنية الفلسطينية ضمان سلامة الزبيدي من بيت لحم إلى جنين. قدم عدد من أعضاء الكنيست الإسرائيليين اليمينيين التماسا إلى المحكمة العسكرية الإسرائيلية في 6 أغسطس يطالبون باعتقال الزبيدي لأن يده ملطخة بدماء إسرائيلية" على الرغم من منحهم العفو. قال الزبيدي في كلمة ألقاها في المؤتمر نفسه في اليوم نفسه أن "الضفة الغربية التي تحكمها حركة فتح" مع قطاع غزة الذي يسيطر عليه حركة حماس من خلال القوة إذا لزم الأمر. انتقد القيادة القديمة التي أدانها لفشل الشعب الفلسطيني وقال "خلال 18 عاما من المفاوضات (في ظل حركة فتح) لم يخلق أي آمال". اقترح الزبيدي أن يكون جيل الشباب من الفلسطينيين بقيادة حركة فتح.

### إلغاء العفو
في 29 ديسمبر 2011 ألغت إسرائيل عفو الزبيدي لأسباب غير معلنة. ذكر الزبيدي لوكالة معا الإخبارية أنه لم ينتهك أيا من شروط عفوه. نصح مسؤولو الأمن في السلطة الوطنية الفلسطينية بأن يسلم نفسه إلى الحجز الفلسطيني خشية أن يتم القبض عليه من قبل قوات الأمن الإسرائيلية. قبل أسبوع من إخطار الزبيدي بإلغاء عفوه اعتقلت السلطة شقيقه.
سجن الزبيدي دون تهمة من قبل السلطة الفلسطينية من مايو إلى أكتوبر 2012.

## المجلس الثوري الفلسطيني
أُعلن في 4 ديسمبر 2016 في الجلسة الختامية للمؤتمر السابع لحركة فتح عن نتائج انتخابات المجلس الثوري الفلسطيني وكان زكريا من ضمن الأعضاء المُنتخبون لهذه الدورة، حيثُ أصبح عضوًا في المجلس الثوري الفلسطيني.

## اعتقاله
في 27 فبراير 2019 اعتقلت قوات الجيش الإسرائيلي زكريا الزبيدي والمحامي طارق برغوث، وذلك بعد اقتحام قواتٍ كبيرة من الجيش لوسط مدينة رام الله، كما صادر الجيش مركبة المحامي طارق. وفقًا لبيان الجيش الإسرائيلي الذي ادعى بأنَّ اعتقالهما جاءَ «لتورطهم في أنشطة تحريضية جديدة».
ُعقب اعتقالهما اندلعت مواجهات بين الشبان الفلسطينين والجيش في رام الله، وأطلق الجيش قنابل الغاز وقنابل الصوت بكثافة نحو المواطنين، كما اعتدى الجنود الإسرائيليون على الصحفيين الذين تواجدوا في الميدان، لتغطية اقتحام الجيش، وأبعدوهم عن المنطقة، ومنعوهم من التغطية.

### لقبه
وصفه الضابط السابق في «الشاباك»، يتسحاق إيلان، بأنه «قطّ شوارع»... وقال 

## هروبه من السجن
في حدث أمني وقع في صباح يوم 6 سبتمبر 2021، تمكن ستة أسرى فلسطينيين من الهروب من سجن جلبوع، بينهم أربعة بالسجن المؤبد ومن بينهم زكريا الزبيدي.

### إعادة الإعتقال
وفي لحظات الفجر الأولى من تاريخ 11 سبتمبر 2021، تمت إعادة اعتقال زكريا الزبيدي ومحمد عارضة.

## تحريره
تحرر زكريا الزبيدي من الأسر يوم الخميس الموافق 30 يناير 2025، ضمن الدفعة الثالثة من صفقة تبادل الأسرى بين حماس وإسرائيل، والتي ضمت 110 أسيراً فلسطينياً بينهم 32 من ذوي المؤبدات، و30 طفلاً، و48 بأحكام مختلفة.